# André Brasilier
 (août 2023).
André Brasilier, né le 29 octobre 1929 à Saumur dans le département de Maine-et-Loire, est un peintre, aquarelliste, lithographe et céramiste français.
Recherchant l’harmonie entre la construction plastique et l’émotion, s’inspirant de la vie, il se définit comme un peintre « transfiguratif ». Selon lui, la peinture est avant tout transfiguration du réel et non réalisme.

## Biographie

### Famille
André Brasilier naît de parents artistes peintres. Son père, Jacques Brasilier, est un peintre symboliste, proche des Nabis et sa mère, Alice Chaumont est artiste peintre. Par son mariage avec Chantal d'Hauterives, il est le beau-frère du peintre Arnaud d'Hauterives.
Il est le frère de Jean-Marie Brasilier (1926-2005), architecte, premier grand prix de Rome en architecture (1957), pensionnaire à la villa Médicis (1961).

### Formation et carrière
André Brasilier entre aux Beaux-Arts de Paris en 1949, dans l’atelier de Maurice Brianchon.
Il réside à Rome à la villa Médicis de 1954 à 1957.

### Prix
- 1952 : prix Florence-Blumenthal
- 1953 : premier grand prix de Rome de peinture
- 1961 : prix Charles-Morellet du Salon de la Jeune Peinture

## Distinctions
- Chevalier de l'ordre des Arts et des Lettres (2025)

## Expositions personnelles (sélection)
- 1959 : première exposition, sur le thème de la musique, galerie Drouet, Paris
- 1960 : galerie Weil, Paris
- 1962 : galerie David B. Findlay, New York
- 1969 : 
  - galerie de Paris, Paris
  - galerie Yoshii, Tokyo
- 1974 : lithographies et tapisseries, galerie Vision-nouvelle, Paris
- 1980 : première rétrospective (1950-1980), château de Chenonceau
- 1983 : Nichido Gallery, Tokyo
- 1985 : Hammer Gallery, New York
- 1988 : 
  - Buschlen-Mowatt Gallery, Vancouver
  - rétrospective au musée Picasso, château Grimaldi, Antibes
  - galerie Hopkins-Thomas, Paris
- 1992 : « André Brasilier à Bagatelle », mairie de Paris
- 1994 : musée des beaux-arts, palais Carnolès, Menton
- 1995 : 
  - arsenal de Metz
  - galerie Bac Saint-Germain, Paris
- 2004 : château de Maïnau, lac de Constance
- 2005 : rétrospective au musée de l'Ermitage, Saint-Pétersbourg
- 2006 : rétrospective espace des Arts-Mitsukoshi-Étoile, Paris
- 2010 : château de Chenonceau
- 2013 : Opera Gallery, Londres

## Œuvres
- Musée des Beaux-Arts de Brest[1]
  - Nature morte au violon rouge[2]

## Réalisations
- 1985 : décors et costumes de théâtre : Ciboulette de Reynaldo Hahn, opéra de Monte-Carlo, Monaco
- 1987 : exécution d’une mosaïque (3 x 15 mètres) à Vence
- 1992 : décors et costumes de théâtre : Mignon d’Ambroise Thomas, opéra de Compiègne
- 2008 : décoration intérieure de la chapelle Saint-Blaise, Arnac-Pompadour (Corrèze)